# 中华海参
中华海参（学名：Holothuria sinica）为海参科海参属的动物。在中国大陆，分布于广东、香港、海南等地，多栖息于潮间带低潮区岩石下或石缝内。该物种的模式产地在海南梅东。
其种加词sinica，意为“中华的”。